# Heiner Lünstedt

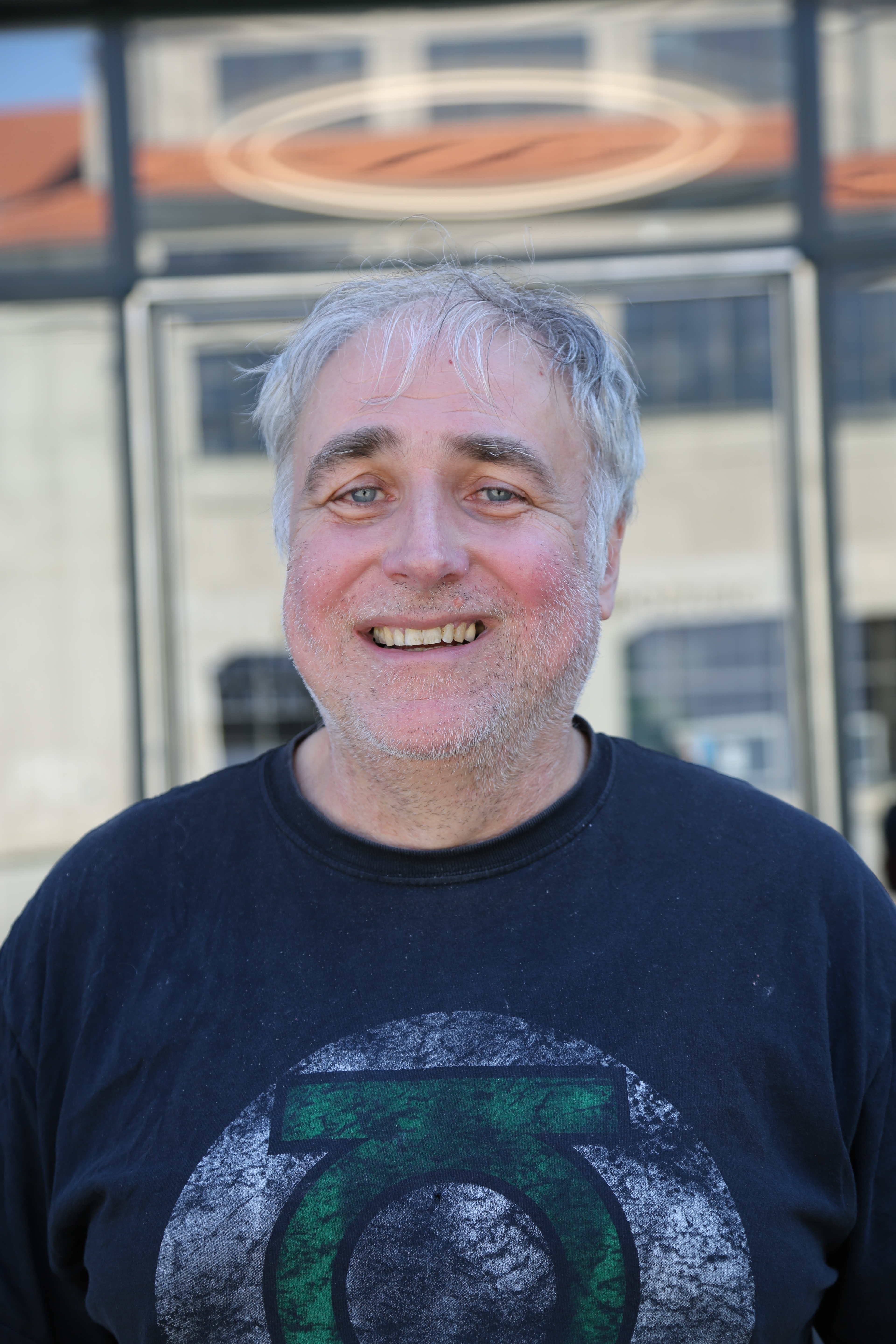
Heiner Lünstedt (2017)

Heiner Lünstedt (* 3. November 1960 in Hamburg) ist ein deutscher Journalist, Buchautor und Comicautor. Er ist seit 2011 einer der beiden Leiter des Comicfestivals München.

## Werdegang und Tätigkeiten
Nach einem Bauingenieurstudium arbeitete Lünstedt für die Deutsche Bundesbahn. Er war für die Bahnübergangssicherung rund um Rosenheim zuständig, später machte er sich beim Forschungs- und Technologiezentrum der Deutschen Bahn AG in Freimann Gedanken über die Lautstärke der Züge. 2008 hat er sich von der Bahn verabschiedet.
Mit Comics beschäftigte sich Lünstedt seit früher Jugend, als Kind durfte er uneingeschränkt Comics lesen. In einem Interview mit der Süddeutschen Zeitung anlässlich des Comic-Festivals 2015 in München sagte er über seine Erfahrungen mit Comics:

„Die zehn ersten Schlumpf-Alben von Peyo sind für mich die besten Comic-Alben ever...Das Comiclesen ist eine Fähigkeit, die man sich erarbeiten muss, viele Erwachsene lernen das nicht mehr, wenn sie das nicht geübt haben.“

Seit 2000 pflegt Heiner Lünstedt im Internet seine Comic-Plattform Highlightzone mit Rezensionen über Bücher und Animationsfilme. Er berichtet dort über neue Comics, Filme, DVDs, Bücher und CDs. Seither ist er auch Gastgeber im Münchner Comic Café, das sieben Mal im Jahr im Münchner Werkstattkino stattfindet. Gäste waren dort unter anderen Ralf Palandt, Wolfgang J. Fuchs, Dieter Hanitzsch, Jan Gulbransson, Hansi Kraus, Uli Oesterle, Ivica Astalos, Frank Schmolke, Gudrun Penndorf, Timur Vermes und Rudi Hurzlmeier. Lünstedt leitet seit 2011, zunächst zusammen mit Michael Kompa, 2015 mit Wolfgang J. Fuchs und 2017 mit Rainer Schneider, das alle zwei Jahre stattfindende Comicfestival in München. Regelmäßig besucht Lünstedt Comic-Festivals in San Diego und Angoulême und berichtet darüber in diversen Medien. Zudem kuratiert er Ausstellungen, zum Beispiel 2017 die Ausstellungen zu „50 Jahre Deutsches MAD“ im Valentin-Karlstadt-Musäum in München und – gemeinsam mit Stephan Schneider – Karikaturen von Horst Haitzinger im Münchner Bier- und Oktoberfestmuseum. Für die Comicfestivals 2019 und 2023 kuratierte er, ebenfalls im Valentin-Karlstadt-Musäum, Ausstellungen zum Satire-Magazin Titanic und zum Comiczeichner Gerhard Seyfried. 
Als Comic-Fachjournalist schreibt er sowohl für Tageszeitungen als auch für Szene-Publikationen, unter anderem für die Süddeutsche Zeitung und für Alfonz. Er betreut in dem deutschsprachigen Comicmagazin Die Sprechblase die Comic-Rezensionsecke und publiziert in Comixene, der ältesten deutschen Fachzeitschrift für Comic und Cartoon.
Lünstedt hat zwei Comic-Biografien bedeutsamer historischer Gestalten geschrieben. Im Herbst 2013 publizierte er zusammen mit der Nürnberger Zeichnerin Ingrid Sabisch einen Comic über das Leben von Willy Brandt, zwei Jahre später porträtierte dasselbe Team Sophie Scholl. Dieser Comic ist auch in Italien und Taiwan erschienen. Er veröffentlichte zusammen mit Michael Kompa das Buch A tribute to Robert Crumb, in dem 80 Künstler den Meister der Comix ehren. Zum Comicfestival München 2019 brachte er zusammen mit Manfred Kopold und Hartmut Becker das Buch Schultheiss – Bilder einer Ausstellung heraus. Außerdem schreibt er Artikel in den ICOM Comic Jahrbüchern.
Auf dem Festival Comiciade in Aachen wurde Lünstedt am 13. April 2018 mit dem dort erstmals vergebenen Comicpreis ausgezeichnet, da er sich für diese Veranstaltung und das Medium Comic engagiert hat.

## Veröffentlichungen (Auswahl)
- Die Weltenbummler., Zeichnungen von Alfred Neuwald. Carlsen Verlag, Hamburg
  - Band 1: Leinen los! 1993, ISBN 3-551-72701-5.
  - Band 2: Karneval. 1993, ISBN 3-551-72702-3.
- Willy Brandt – Sein Leben als Comic, 2013, Zeichnungen von Ingrid Sabisch. (Knesebeck) ISBN 978-3-86873-525-3
- Sophie Scholl – Die Comicbiographie, Zeichnungen von Ingrid Sabisch. (Knesebeck) ISBN 978-3-86873-807-0
- Schultheiss – Bilder einer Ausstellung (Hrsg. mit Manfred Kopold und Hartmut Becker), Salleck Publications, Wattenheim 2019, ISBN 978-3-89908-698-0.